# 細點窄尾魟
細點窄尾魟（學名：Urogymnus granulatus），是魟科沙粒魟属的鱼类，分布于自红海至澳大利亚北部和密克罗尼西亚群岛的印度洋-太平洋海域中。该鱼为浅水底栖鱼类，幼鱼多在河口湾与红树林中生活，而成鱼则喜好潟湖和珊瑚礁等栖息地。该鱼最为明显的特征是其厚重的暗灰色胸鳍及巨大的白点。其尾部较短，为鞭状，且毒刺以后的尾部为白色。
细点窄尾魟一般独自活动，以小型底栖硬骨鱼和无脊椎动物为食。同其他魟鱼一样，细点窄尾魟是卵胎生物种，幼鱼会留在母鱼体内一段时间，通过母鱼子宫腺分泌的液体获取营养。目前该种鱼被作为食用鱼以及鱼皮和鲨鱼软骨的来源被大量捕捞，加之其栖息地破坏严重，IUCN将该物种总体评为易危，东南亚种群则被评为濒危。

## 物种命名
澳大利亚动物学家威廉·约翰·麦克利于1883年在新南威尔士林奈学会记录上首次正式描述细点窄尾魟。麦克利所描述的标本为一条捕获于巴布亚新几内亚莫尔兹比港周围水域的86厘米长未成年雌鱼。他将该鱼命名为Trygon granulata，种加词“granulata”意为颗粒、细点，代表遍布标本头部与背部的颗粒。1928年，美国博物学家吉尔伯特·珀西·惠特里将细点窄尾魟移动至窄尾魟属。2016年澳大利亚鱼类学家彼得·罗伯特·拉斯特将细点窄尾魟与另外4种较大的同属物种拆分至新的沙粒魟属。

## 外貌描述

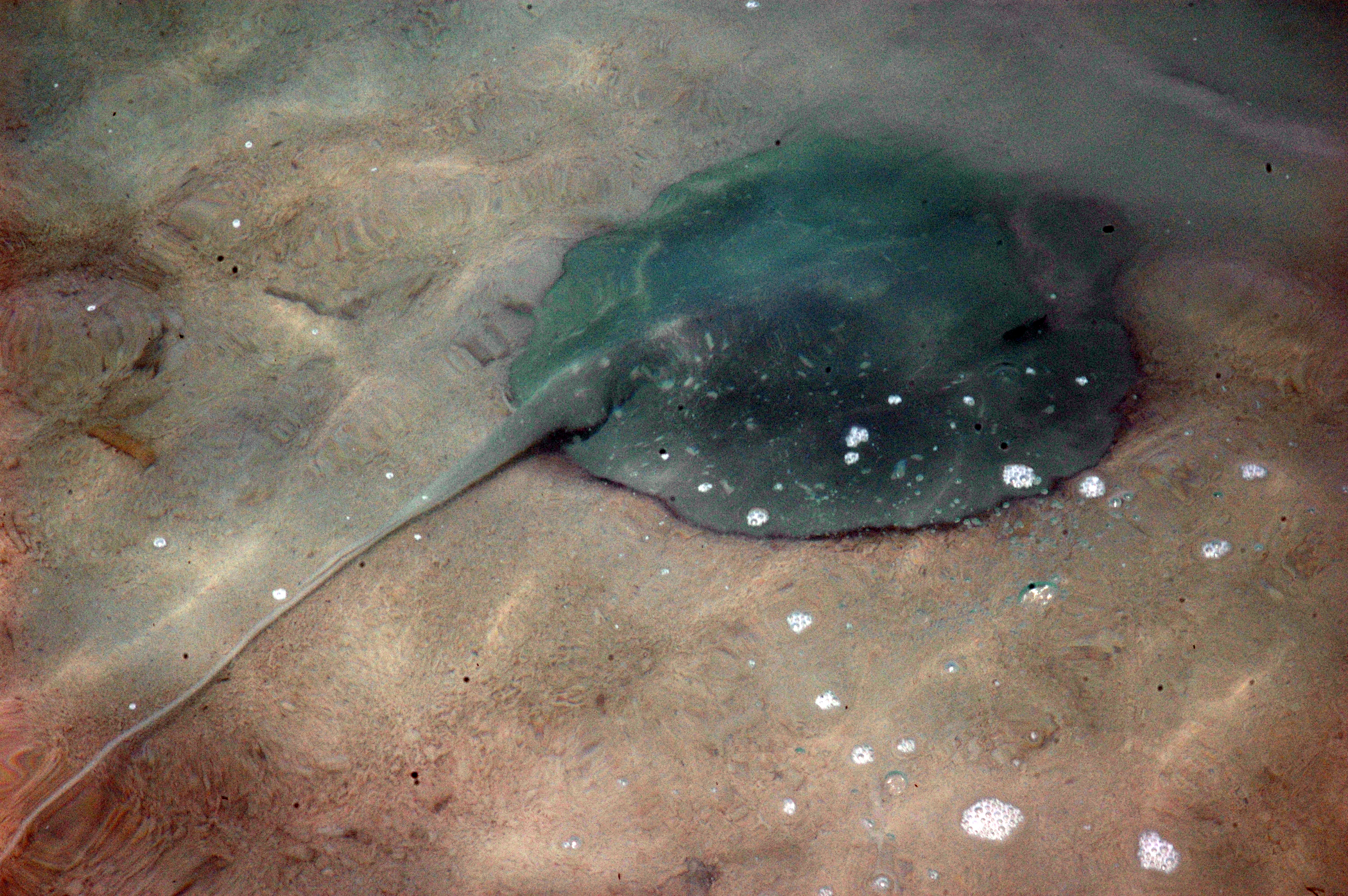
细点窄尾魟身体椭圆，背部为暗灰色，其上有白色斑点，尾部末端为白色

细点窄尾魟的胸鳍宽大，呈椭圆形，宽度约是体长的0.9—1.0倍。其前部边缘几乎笔直，吻部为钝角形。该鱼眼睛大小中等，眼距较宽，后方紧贴喷水孔。其鼻孔长而细，前方覆盖有一层薄皮，后缘光滑。该鱼上颚有40—50颗牙齿，下颚为弓形，长有38—50颗牙齿。其牙齿为梅花形。该鱼牙床上可能会有1—5个乳头状凸起。细点窄尾魟的腹部有鳃裂五片，其腹鳍短而窄。细点窄尾魟尾巴根部较厚，约是体宽的两倍长。该鱼有毒刺1—2根，位于尾部前1/3处上部。毒刺位置之后的尾部细长，呈鞭状，为白色，上下均无尾鳍。其背部覆有粗糙的鳞片，且越靠近中间的鳞片越大。此外，该鱼背部还会有1—2排棘刺，自头部一直延伸至毒刺处。细点窄尾魟的背部实际上为橙灰色，但由于覆盖有一层黏液的缘故所以该鱼外表为暗灰色。其背部有大量的白色斑点，这些斑点尺寸会随年龄增长而变大。细点窄尾魟最大可长到纵宽1.4米、体长3.5米。

## 物种分布
细点窄尾魟广泛分布于印度洋-太平洋海域，但并不常见。其分布范围包括红海、泰国湾等东南亚水域、苏门答腊以外的马来群岛海域、澳大利亚北部水域和巴布亚新几内亚附近，以及马尔代夫、安达曼群岛、密克罗尼西亚、斐济、关岛和所罗门群岛等岛礁附近。

## 生态与习性

### 栖息地

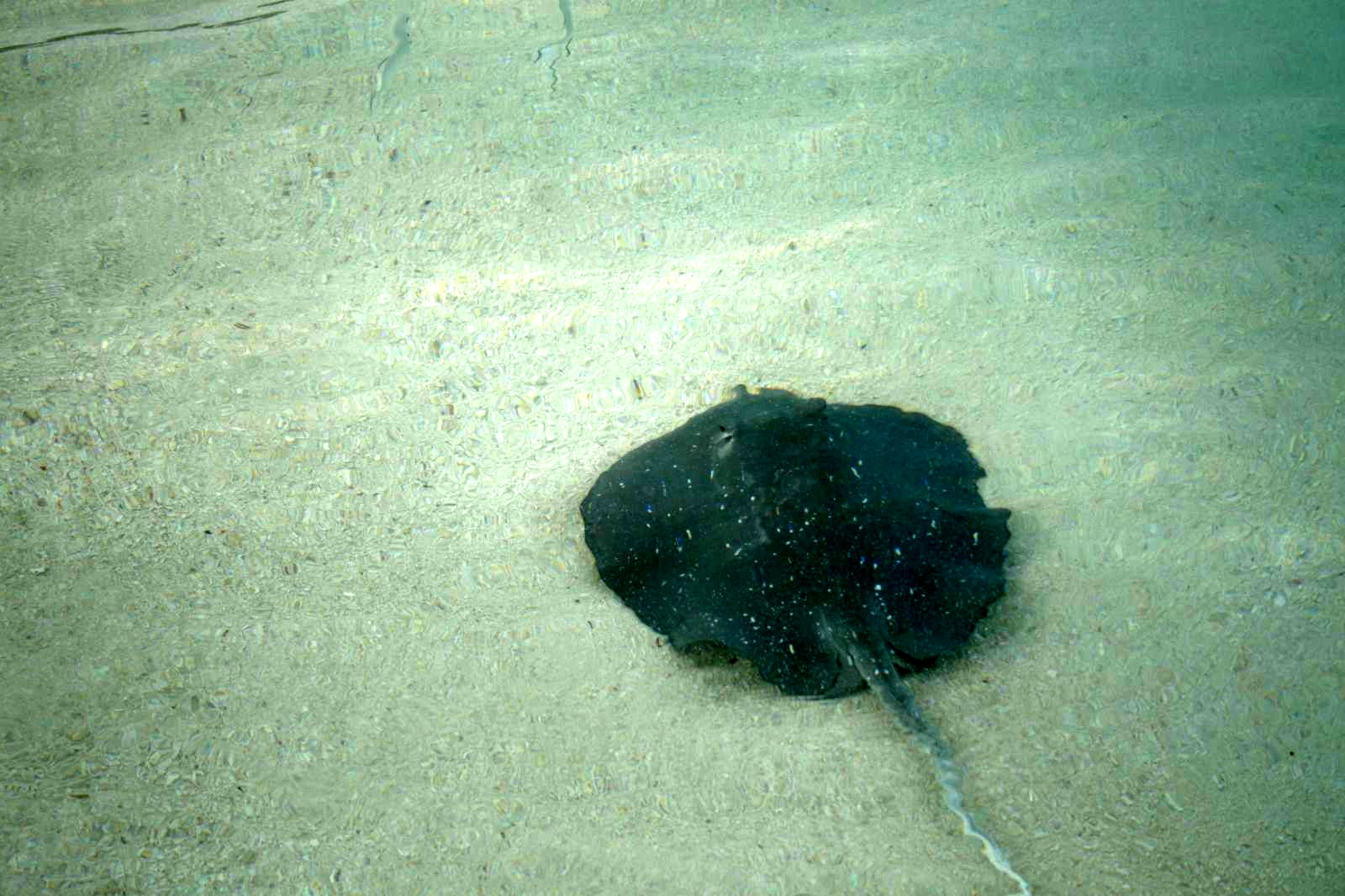
成年的细点窄尾魟常出没于沙质或硬质海床上

细点窄尾魟为底栖鱼类，偏好近岸浅水环境，其生活的水深最深不过85米。幼鱼多生活于河口湾、红树林等半咸水环境，成鱼则喜好沙质、砾石质或岩质海床，且多出没于珊瑚礁和潟湖附近。

### 捕食

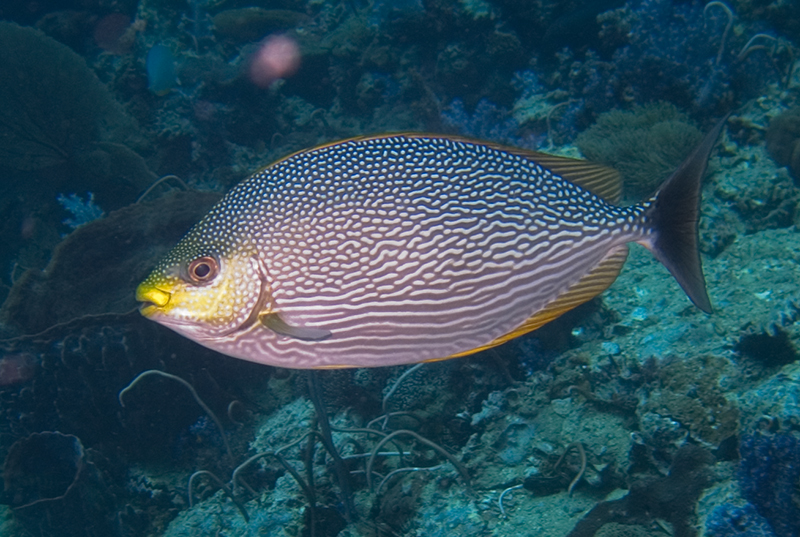
蓝子鱼是细点窄尾魟的猎物之一

同许多近缘种不同，细点窄尾魟一般独来独往，不会形成鱼群。该鱼在白天一般在海床中或是珊瑚礁顶部休息，至夜晚则会积极寻找猎物。其劳伦氏壶腹可感知25厘米内4纳伏的微弱电流，故该鱼可找到掩埋于沙中的猎物。幼年个体多捕食对虾和螃蟹等小型甲壳类，而成年个体则会捕食蓝子鱼、鰕虎鱼、隆头鱼、鳚和雀鲷等硬骨鱼类，以及章鱼、螃蟹、贝类和星虫。

### 生命周期
细点窄尾魟是卵胎生物种，幼鱼会留在母体内依靠母鱼子宫腺分泌的液体获取营养直至发育完全再离开母鱼。新生的鱼苗体宽14—28厘米。幼鱼一般不会离开诞生地太远，且会在红树的根部躲避掠食者。雄鱼会在体宽55—56厘米时达到性成熟。

### 寄生虫
绦虫Rhinebothrium himanturi会寄生该种鱼的肠道。此外，其肠道中还有一种与前述绦虫同属的寄生虫，但至今仍未被正式描述。

## 种群现状
由于该鱼多生活于浅水区中，目前细点窄尾魟正面临巨大的渔业压力。无论是商业捕鱼还是个体捕鱼户均会捕捞细点窄尾魟。该鱼肉可食用，鱼皮可作为制革材料，软骨亦有商业价值。该鱼有时会被流刺网和拖网捕获，延绳偶尔也能捕得该鱼。在东南亚水域，由于渔民更常捕获幼年个体，加之其赖以栖息的红树林栖息地破坏严重，其种群数量已下降了逾五成。此外，阿拉弗拉海盗捕尖犁头鳐的产业猖獗，本地细点窄尾魟的种群亦深受其害。IUCN因此将东南亚种群评为“濒危”。然而，由于澳大利亚北部的种群并无商业捕捞之压力，且政府强制本地的捕虾户安装海龟逃脱装置，其种群状况良好，IUCN将其评为无危。总体来看，细点窄尾魟目前深受过度捕捞和栖息地破坏影响，IUCN将该鱼总体评为“易危”。